# Stephen L. Hoog

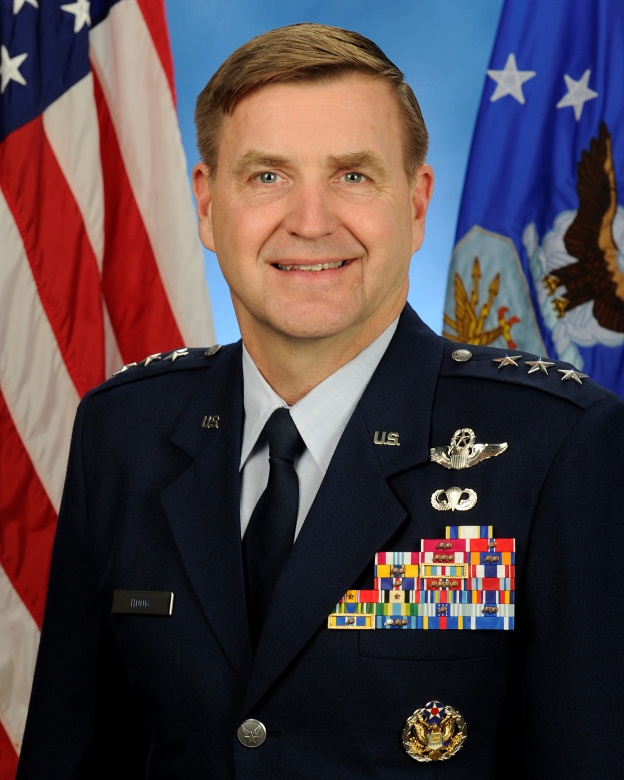
Stephen L. Hoog (2013)

 Stephen L. Hoog (* um 1957) ist ein pensionierter Generalleutnant der United States Air Force. Er war unter anderem Kommandeur der 11. Luftflotte (Eleventh Air Force).
Im Jahr 1979 absolvierte er die United States Air Force Academy in Colorado Springs. Nach seiner Graduation wurde er als Leutnant in das Offizierskorps der Air Force aufgenommen. In der Folge durchlief er alle Offiziersgrade vom Leutnant bis zum Drei-Sterne-General.
Im Lauf seiner militärischen Karriere absolvierte er verschiedene Kurse und Schulungen. Dazu gehörten unter anderem eine Ausbildung zum Kampfpiloten und weitere Fortbildungskurse als Pilot von neuen Flugzeugtypen; die Squadron Officer School auf der Maxwell Air Force Base in Alabama; das Air Command and Staff College, das sich ebenfalls auf der Maxwell AFB befindet; das Marine Corps Command and General Staff College in Quantico in Virginia und das Air War College auf der Maxwell AFB. Außerdem erhielt er einen akademischen Grad von der Auburn University.
In seinen frühen Jahren als Offizier der Luftwaffe war er an verschiedenen Stützpunkten stationiert. Dabei war er als Pilot, Flugausbilder oder Stabsoffizier bei unterschiedlichen Einheiten tätig. Dazwischen absolvierte er die erwähnten Schulungen. Zwischen Juli 1983 und August 1984 war er als Ausbildungspilot auf der Kunsan Air Base in Südkorea stationiert. Eine weitere Auslandsversetzung führte ihn zwischen September 1991 und Juli 1993 zum Stab des United States European Commands in Stuttgart.
In der Folge verblieb er in Europa. Zwischen Juli 1993 und März 1994 war er Stabsoffizier bei der 526. Kampfstaffel (526th Fighter Squadron), die auf der Ramstein Air Base stationiert war. Anschließend erhielt er auf der Aviano Air Base in Italien das Kommando über die 555. Kampfstaffel (555th Fighter Squadron), das er bis zum Juli 1996 innehatte. Damals waren er und seine Einheit an der Operation Deliberate Force beteiligt. Diese dauerte vom 30. August 1995 bis zum 20. September 1995 und wurde vorwiegend von Kampfflugzeugen einiger NATO-Mitglieder, darunter der 555. Kampfschwadron, durchgeführt. Dabei wurden Bombenangriffe auf Teile des ehemaligen Staates Jugoslawien geflogen.
Nach seiner Rückkehr in die Vereinigten Staaten absolvierte Stephen Hoog zunächst bis zum Juli 1997 das Air War College. Danach gehörte er zwischen August 1997 und Januar 1999 als Leiter der Waffenabteilung (Chief, Weapons Division) dem Stab des Secretary of the Air Force an. Anschließend erhielt er auf der Randolph Air Force Base in Texas das Kommando über die 12th Operations Group, das er bis zum Juni 2000 innehatte. Auch danach blieb er auf der Randolph AFB. Bis zum Juni 2001 gehörte er dort dem Stab des Air Education and Training Commands an.
Hoogs nächste Mission führte ihn auf die Hill Air Force Base in Utah. Dort hatte er zwischen Juli 2001 und Juli 2003 den Oberbefehl über das 388. Kampfgeschwader (388th Fighter Wing). Anschließend gehörte er bis zum März 2006 in unterschiedlichen Funktionen dem Stab des Air Combat Commands (ACC) an, der auf der Langley Air Force Base in Virginia ansässig war bzw. ist.
Als nächsten folgte eine Versetzung nach Bagdad im Irak. Dort war er bis zum Juli 2017 Leiter der Luftkoordination (Director, Air Component Coordination Element) der multinationalen Streitkräfte. Daran schloss sich eine Versetzung zur Nellis Air Force Base in Nevada an, wo er zwischen Juli 2007 und Februar 2008 das 57. Geschwader (57th Wing) kommandierte. Danach leitete er bis zum Mai 2009 das ebenfalls auf dieser Basis ansässige U.S. Air Force-Warfare-Center. Anschließend war Hoog bis zum August 2010 stellvertretender Kommandeur des U.S. Air Forces Central Commands, der die Luftwaffenkomponente des United States Central Commands darstellt.
Es folgte eine Versetzung zur Shaw Air Force Base in South Carolina, wo er zwischen August 2010 und Oktober 2011 die 9. Luftflotte (Ninth Air Force) kommandierte. Im November 2011 übernahm Stephen Hoog auf der Elmendorf Air Force Base in Alaska als Nachfolger von Dana T. Atkins das Kommando über die für Alaska zuständige 11. Luftflotte. Gleichzeitig kommandierte er in Personalunion den United States Alaskan Command und den für Alaska zuständigen Teil des North American Aerospace Defense Command (NORAD). Dieses Amt bekleidete er bis zum 9. August 2013 als Russell J. Handy seine Nachfolge antrat.
Sein letzter militärischer Auftrag führte ihn zum Hauptquartier der Luftwaffe. Seit August 2013 war er dort als Assistant Vice Chief of Staff and Director, Air Staff Mitglied in dessen Führungsstab. Im Jahr 2015 schied er aus dem aktiven Militärdienst aus.
Während seiner aktiven Zeit als Militärpilot absolvierte er über 3400 Flugstunden auf verschiedenen Flugzeugtypen.

## Daten der Beförderungen
| Abzeichen | Rang               | Jahr              |
| --------- | ------------------ | ----------------- |
|           | Second Lieutenant  | 30. Mai 1979      |
|           | First Lieutenant   | 30. Mai 1981      |
|           | Captain            | 1. Juni 1983      |
|           | Major              | 1. September 1989 |
|           | Lieutenant Colonel | 1. Juni 1993      |
|           | Colonel            | 1. April 1999     |
|           | Brigadier General  | 1. Januar 2005    |
|           | Major General      | 20. Juni 2008     |
|           | Lieutenant General | 7. November 2011  |

## Orden und Auszeichnungen
Stephen Hoog erhielt im Lauf seiner militärischen Laufbahn unter anderem folgende Auszeichnungen:
- Air Force Distinguished Service Medal
- Legion of Merit
- Bronze Star Medal
- Defense Meritorious Service Medal
- Meritorious Service Medal
- Air Medal
- Air Force Commendation Medal
- Joint Meritorious Unit Award
- Meritorious Unit Award
- Combat Readiness Medal
- National Defense Service Medal
- Global War on Terrorism Expeditionary Medal
- Korea Defense Service Medal
- Armed Forces Service Medal
- NATO-Medaille